# Nasser Moghaddam
Pour les articles homonymes, voir Moghaddam.
Nasser Moghaddam, né le 24 juin 1921 à Téhéran, Iran, et exécuté le 11 avril 1979, est un général de corps d'armée (Sepahbod)
Après avoir fini le lycée militaire de Téhéran, il est admis à l'École militaire. Au début de sa carrière militaire, il étudie le droit à la Faculté de droit de l'Université de Téhéran. En 1958, à la création du « Bureau Spécial » (Daftār-e Vijeh), sur le modèle anglais, il est sélectionné par Hussein Fardoust pour en faire partie. En 1963, après la révolte contre la révolution blanche menée par Rouhollah Khomeini, avec l'accord de Fardoust — chef du Bureau spécial et numéro 2 de la SAVAK — il est nommé directeur de la sécurité intérieure de cette organisation.
En 1971, il devient chef du 2e Bureau de l'armée. En 1978, il succède au général d'armée Nematollah Nassiri qui est nommé ambassadeur au Pakistan. Arrêté après la révolution iranienne, il est exécuté par le régime islamique en 1979.

## Sources
- Issa Pejman, Assar-e Angosht-e Savak vol. 1, Nima Publishing, Paris, février 1994